# La humillación
La Humillación  (The Humbling) es una novela de Philip Roth publicada en 2009. Con una estructura teatral en tres actos, La Humillación relata un descenso al infierno personal del que fuera un famoso actor, en el que un deseo erótico fuera de lo normal servirá como hilo conductor.

## Argumento

### Primera Parte: En el aire leve
Simón Axler es un sexagenario y famoso actor que un día, inexplicablemente pierde su don. Sus débiles intentos por retratar a los personajes de Próspero y Macbeth, en el escenario del Centro John F. Kennedy para las Artes Escénicas de Washington D. C., conducen a las malas críticas y sumen a Axler en una profunda depresión que le obliga renunciar a la actuación y considerar el suicidio con una escopeta que guarda en su desván. Su esposa, Victoria, una exbailarina, incapaz de lidiar con la depresión Axler lo abandona y se traslada a California, donde vive su hijo. Axler ingresa en un hospital psiquiátrico con el consejo de su médico y permanece allí durante 26 días.
En el hospital, Axler conoce a Sybil van Buren, una joven mujer que está ingresada por intento de suicidio luego de descubrir que su segundo marido abusaba sexualmente de su hija pequeña. Acosada por la vergüenza de no denunciar inmediatamente a su marido, admite la intención de matarlo y para ello le pregunta a Axler si estaría dispuesto a asesinarlo, como si Axler fuese un gánster de películas en vez de otro paciente de un hospital psiquiátrico. Cuando ella dice que le pagaría por matar a su marido, Axler le responde:
“Si fuese asesino lo haría gratis. La rabia es contagiosa cuando violan a una criatura inocente. Pero soy un actor sin trabajo. Haría una chapuza y nos meterían a los dos en la cárcel.”
Meses después, Jerry Oppenheim, su agente, visita a Axler en su casa al norte del estado de Nueva York y le ofrece la interpretación de James Tyrone de la obra de Eugene O'Neill Largo viaje hacia la noche. Axler se niega, por temor a otro fracaso. Al finalizar la visita Jerry le entrega un sobre de papel manila que contenía un puñado de cartas de sus admiradores. Axler encuentra en él una carta de Sybil, dándole las gracias por escuchar sus problemas en el hospital. Ella dice que no lo reconoció en su momento pero decidió escribir después de ver en la tele una de sus películas y donde interpretaba en un papel tan amenazante a un delincuente habitual.

### Segunda parte: La transformación
Pegeen Mike Stapleford, es hija de Carol y Asa, dos actores amigos de toda la vida de Axler. Pegeen tiene cuarenta años, desde los vientes es lesbiana y durante los últimos seis años ha mantenido una relación con Priscilla; pero cuando se entera de que esta ha decidido hormonarse y cambiar de sexo, entiende el cambio de su novia como una traición y termina con ella porque “ahora quiere ser heterosexual”. Pegeen se acaba de mudar para trabajar como profesora en la Universidad de Vermont “tras haberse acostado con la decana (Louise Renner), quien se quedó prendada de ella y posteriormente la contrató”. Un día, Pegeen Stapleford visita a Axler. A pesar de haber vivido como lesbiana en los últimos 17 años y de una diferencia de edad de 25 años, comienzan una relación amorosa. 

"Quería un hombre, aquel hombre, aquel actor veinticinco años mayor que ella y amigo de su familia desde décadas atrás. Si Priscilla podía convertirse en un varón heterosexual, Pegeen podría ser una mujer heterosexual."

Louise, la decana, furiosa de que Pegeen haya roto su relación y embargada por los celos empieza a acosarla. Meses más tarde, Louise llama a los padres de Pegeen en Lansing, Míchigan, para decirles que su hija está durmiendo con Axler. Pegeen conversa con Carol, su madre, quien educadamente entiende la relación pero manifiesta el pasado psiquiátrico de Axler, mientras Asa, le dice que la desaprueba a causa de la diferencia de edad. Simón Axler sospecha que es simplemente envidia por su éxito profesional, pues Asa dirige un teatro de segunda categoría en la comunidad de Míchigan.

### Tercera Parte: El último acto
Axler lee en el periódico local que Sybil van Buren, había ido hasta la casa de su marido, los dos vivían separados, y en cuanto abrió este la puerta le disparó dos veces en el pecho matándole en el acto.
Una noche, Pegeen "le ofrece" a Axler una chica para él: “Está en el equipo de natación de Prescott. Nado con ella por la tarde. Se llama Lara. ¿Te gustaría que te trajera a Lara?”. Lara de diecinueve años, se convierte entonces en la fantasía de ambos y “estuvo con ellos cada vez que querían” satisfaciendo sus juegos de rol.
Una noche de cena, en el bar de un rústico hostal de la zona, Axler –que tenía por costumbre levantarse y dar una vuelta para evitar sus constantes dolores de espalda- encuentra en el bar a una atractiva joven (Tracy) que bebe sola. Excitados por la idea de hacer un trío,Axler y Pegeen invitan a la joven borracha a su casa. Después de esta aventura, Axler se siente rejuvenecido y con ganas de solucionar todas las incertidumbres de su vida, entonces imagina que Pegeen le dice:
“Si vamos a continuar, quiero tres cosas. Quiero que te sometas a una operación de la espalda. Quiero que reanudes tu profesión. Quiero que me dejes embarazada”. Sin antes conversarlo con Pegeen decide que quiere ser padre de un niño y visita a la doctora Wan, una especialista en fertilidad.

"Demasiado excitado para poder dormir, pensando que estaba sucediendo algo maravilloso, fue a la sala de estar, se animó más todavía escuchando música, y, con unas sensaciones de intrepidez como no había tenido en años, experimentó el profundo anhelo biológico de un hijo que suele asociarse más  a las mujeres que a los hombres.”

Dos semanas después de la aventura con Tracy, Pegeen le dice a Axler “Esto es el final… he cometido un error". Él la acusa de abandonarlo por Tracy y cree que los padres de Pegeen se han vuelto en su contra. 
Entonces Sybil van Buren se convierte en el punto de referencia del valor y la autodeterminación de Axler: 
“Si ella pudo hacer eso…”
Entonces, abandonado y solo, cogió su Remington 870 de repetición manual e interpretó el último papel de su vida imaginando que él era Konstantin Gavriloch en la escena final de La Gaviota de Chéjov
- Datos: Q7740911